# حلزون آلاتا
حلزون آلاتا (نام علمی: Zyzzyxdonta alata) نام یک گونه از زیرراسته ستون‌چشم‌داران است.